# Museu dels Nens d'Indianapolis
El Museu dels Nens d'Indianapolis, originalment i en anglès The Children's Museum of Indianapolis, és el museu de nens més gran del món. Es troba a Indianapolis, a l'estat d'Indiana, als Estats Units.
El museu és acreditat per l'Associació Americana de Museus. Amb 43.933,85 m2 de superfície i cinc plantes d'exposició, rep més d'un milió de visitants anualment. La seva col·lecció està formada per més de 105.000 objectes i es divideix en tres grans camps: el Món Natural, el Món Cultural i l'Experiència Americana. Entre les exposicions permanents hi ha un hàbitat simulat de dinosaures del Cretaci, uns cavallets, i una locomotora de vapor. Com que el públic objectiu del museu són nens, la majoria de les exposicions estan dissenyades perquè aquests hi puguin participar activament.
Fundat el 1925 per Mary Stewart Carey amb l'ajuda de la ciutadania d'Indianapolis i d'altres organitzacions, és la quarta institució d'aquest tipus més antiga del món. Es troba al seu emplaçament actual des de 1946, tot i que l'edifici actual es va construir el 1976, i ha tingut sis expansions essencials des de llavors. El museu ofereix milers d'activitats anualment, incloent-hi jocs al Teatre Lilly, classes i tallers per a nens escolars, exposicions temporals, i esdeveniments de recaptació de fons. Amb un pressupost el 2008 de $28.7 milions d'euros, té 400 empleats i 1500 voluntaris. La seva estabilitat financera és assegurada per una gran donació que es va crear a inicis dels anys 1960 i que és governada per una junta d'administradors.

## Història

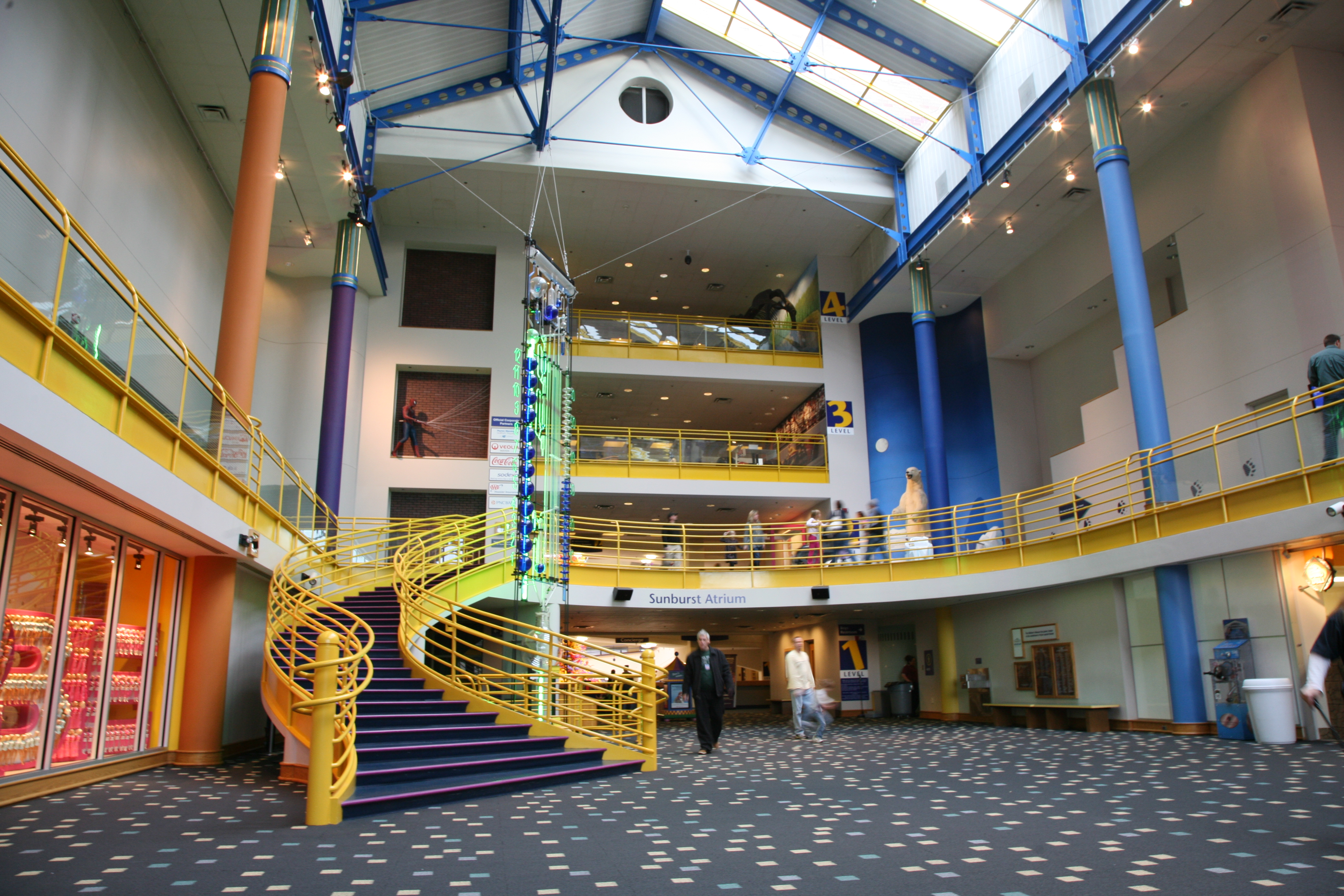
Interior del Museu

El Museu dels Nens d'Indianapolis es va fundar el 1925 per Mary Stewart Carey, una patrona adinerada propietària de la companyia Stewart-Carey Glass Company. Es va inspirar per crear el museu després d'una visita el 1924 al Brooklyn Children's Museum. Llavors Carey va començar una campanya per engegar un Museu infantil a Indianapolis i va aconseguir l'ajuda d'altres líders locals i de l'Associació del Professorat Progressiu (Progressive Teacher's Association). Amb el seu suport, el museu es va obrir a un complex de garatge. Es va constituir un consell d'administració per a tirar endavant el projecte i Carey va ser elegida la primera presidenta. Les primeres exposicions van ser creades i fetes pels mateixos escolars. Amb el temps, Carey va buscar una instal·lació més gran i després de dos trasllats, finalment va traslladar el museu a la seva pròpia mansió del Carrer Meridià el 1926. El mateix any es contractava el primer conservador, Arthur Carr. Carr transformava els projectes de Carey en exposicions i gestionava el museu. Les primeres exposicions permanents van tractar sobre la marina, el Japó, els pioners, arqueologia i la natura. Pels anys 1930 es va començar a contractar més i Carr es convertia en director després de la mort de Carey el 1938. Llavors el museu va començar a oferir visites comentades als nens escolars, a organitzar exposicions itinerants que s'exhibien a les escoles de la zona d'influència i va començar a fer actes per a recaptar fons.
El 1942, Carr es va jubilar i Grace Golden va esdevenir la nova directora. Golden va buscar maneres per promoure i expandir el museu, així com subvencions de la Indianapolis Foundation, la Lilly Endowment, i membres de la família de Eli Lilly. També va aconseguir uns quants patrocinis corporatius importants. La nova situació financera va permetre al museu adquirir el seu propi edifici, una antiga mansió a North Meridian Street. Golden també va començar una diversificació de les exposicions del museu, més que confiant en donacions locals. Va crear amb èxit associacions amb altres museus, amb els quals va començar a intercanviar objectes. Golden també va iniciar un programa Júnior de docència, va crear dos espectacles de televisió setmanals per a l'emissió local i va començar un programa d'activitats.
El 1964 Golden va renunciar al càrrec, que va ser assumit per Mildred Compton. Compton romandria com a directora fins al 1982. Va iniciar un nou model de negoci que incloïa el pagament d'entrades. Va crear els primers plans financers a llarg termini i va començar campanyes de publicitat per aconseguir donacions i incrementar les visites. El museu va progressar estandarditzant i catalogant les seves col·leccions i arxius per aconseguir el reconeixement i l'acreditació de l'Associació Americana de Museus. Durant aquest període es va ampliar l'exposició permanent amb galeries com la de Ciències Físiques el 1967, la Màquina de Vapor de Pous Reuben el 1968 i la Galeria de Trens el 1970.
El 1973 es van aconseguir $8.7 milions de dòlars de finançament, fet que va permetre la construcció de l'edifici actual. El museu vell es va demolir i el nou fou construït al seu lloc. Acabat el 1976, el nou museu tenia instal·lacions de conservació i emmagatzematge més modernes, aules i un Teatre amb 350 cadires, el Ruth Allison Lilly Theater, així com una àrea d'exposició de cinc plantes, molt més gran que l'anterior. Es van incloure noves exposicions i atraccions per a la gran obertura, incloent-hi uns cavallets, una caverna i un esquelet de mastodont.

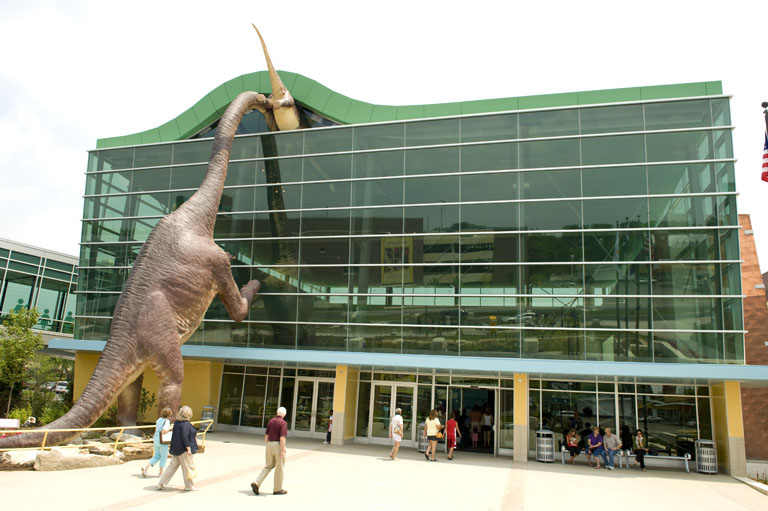
Centre de Benvinguda i braquiosaure, instal·lats el 2009.

Paul Sterling es convertia en director el 1982 i va continuar seguint una política de creixement per al museu. El 1983 va afegir un restaurant i un jardí a l'aire lliure i el 1984 va aconseguir la donació de la col·lecció Caplan d'art folklòric, amb més de 50.000 elements, gairebé doblant la col·lecció del museu. El 1987 el museu emprenia un projecte d'expansió que costaria $14 milions de dòlars, amb la construcció d'una entrada central, un planetarium, i l'ampliació de la zona d'exposicions. El 1990 una subvenció des del Lilly Endowment finançava la construcció del Eli Lilly Center per a l'Exploració.
El 1992 el museu estava oferint 4.000 activitats programades l'any i tenia una assistència de 835.000 visitants. Tenia 165 empleats contractats a jornada plena, 227 empleats a temps parcial i 850 voluntaris. Els ingressos de 1992 van ser de $12.4 milions.
El 1996 es va inaugurar un cinema de gran format, amb 310 localitats, anomenat CineDome. El 2004 el museu afegia un garatge de pàrquing de 950 places i el CineDome es va convertir en Dinosphere, que es va construir dintre i al voltant de l'anterior CineDome. El centre de benvinguda es va ampliar per darrera vegada el 2009.

## Exposicions

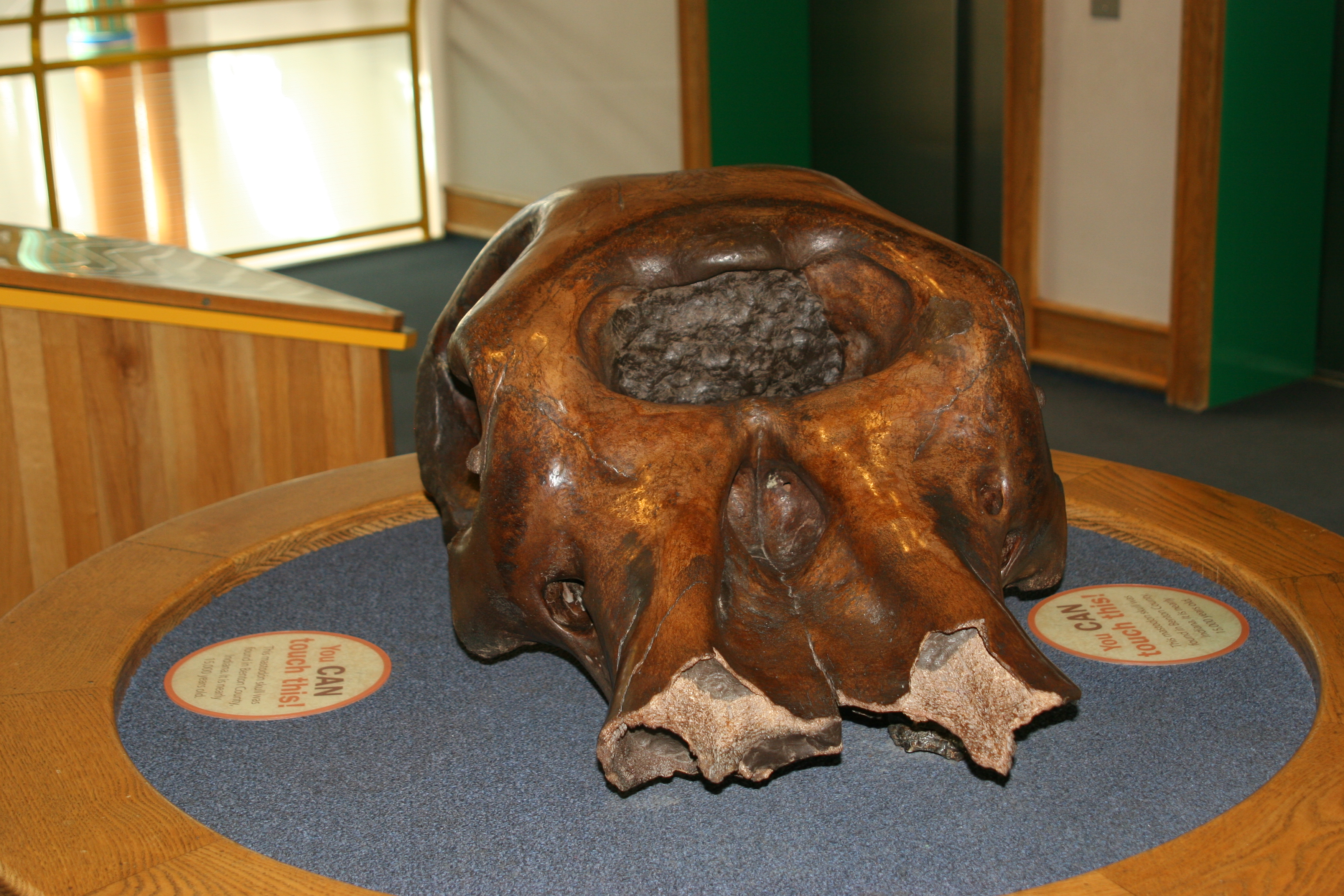
Exposició de cranis de mastodont.
El museu anima els nens a tocar moltes de les seves exposicions.

L'ull de l'escala principal del museu és una gegant rampa d'espiral que permet als visitants accedir als cinc nivells del museu ja sigui caminant, amb cadires de rodes o caminadors. El 2006 l'artista Dale Chihuly va instal·lar una escultura de vidre de quatre plantes d'alçada dins de l'atri central de la gegant rampa d'espiral. L'escultura s'anomena Fireworks of Glass i és acompanyada per una exposició dels mètodes de bufat de vidre de Chihuly.

### Soterrani
Al soterrani es pot veure l'exposició National Geographic: Els Tresors de la Terra des de l'11 de juny, 2011.
També hi ha un planetari, un cinema i una màquina de vapor d'11.000 kg dissenyada per Reuben Wells el 1868, per conquerir el Turó de Madison d'Indiana. El motor és adjunt a un caboose del Ferrocarril de Pennsylvania que els visitants poden trobar a la galeria "All Aboard"!.

### Planta baixa
Es troba el centre de benvinguda, amb escultures de Braquiosaures adults i juvenils que pugen al front. Van ser creades per Gary Staab i pintades per Brian Cooley, també responsable d'algunes de les figures del Dinosphere. A fora del museu hi ha el Jardí Mundial de les Set Meravelles. També hi ha el rellotge d'aigua més gran d'Amèrica del Nord.

### Segon Pis
El segon nivell ofereix moltes de les exposicions provisionals del museu. L'única exposició semipermanent en el nivell és la galeria Take Me There,tot i que el seu contingut ha canviat periòdicament amb una cultura diferent representada en l'espai cada dos o tres anys. El 2009 l'exposició presentava la cultura de l'Egipte modern i es va anomenar "Take Me There: Egypt."

### Tercer Pis
El tercer nivell presenta "El Poder dels Nens: Representant una Diferència", una exposició permanent que presenta les històries d'Anne Frank, Ruby Bridges i Ryan White i l'impacte que aquests nens van tenir al món. El propòsit del Poder de Nens és crear un ambient d'ajuda on la gent pugui examinar i parlar d'assumptes relacionats amb prejudici i la discriminació i buscar solucions als problemes Intèrprets en primera persona, teatre en viu i d'altres artefactes, dissenyats per facilitar la comprensió pública de les vides de Frank, Bridges i White. La galeria té sons, il·luminació dramàtica, citacions, interactius...
La segona exposició permanent situada al tercer pis és "Story Avenue", on els visitants poden caminar a través d'una comunitat americana africana simulada amb maniquins de mida real, que parlen quan passen els visitants. L'exposició se centra en la narració d'història oral tradicions d'afro-americans. També hi ha l'àrea de joc preescolar anomenada "Playscape", dissenyada per nens 5 anys i més joves.

### Quart Pis
Situat en la part superior de la rampa al quart pis es troba la casa de nines Ball Dollhouse. Una de les exposicions més populars del museu són els cavallets instal·lats al quart pis. El carrousel fou construït originalment per a un parc d'atraccions (l'actual Broad Ripple park) el 1917 i fou restaurat i reinstal·lat en aquest museu el 1973. El carrousel és considerat una National Historic Landmark.
També hi ha l'exposició Treballs de Ciència, dedicada a les ciències naturals i les ciències físiques. Els nens poden construir vaixells de joguines per flotar al llarg d'un canal d'aigua, jugar en una zona de construcció, aixecar un arc, escalar una paret de roca, gatejar a través de túnels i participar en altres activitats. Dins de Treballs de Ciència es troba el Laboratori de Biotecnologia, que organitza esdeveniments diaris que se centren en el futur de l'ADN i la química i SciencePort que se centra en la biologia de les plantes.

### Dinosphere

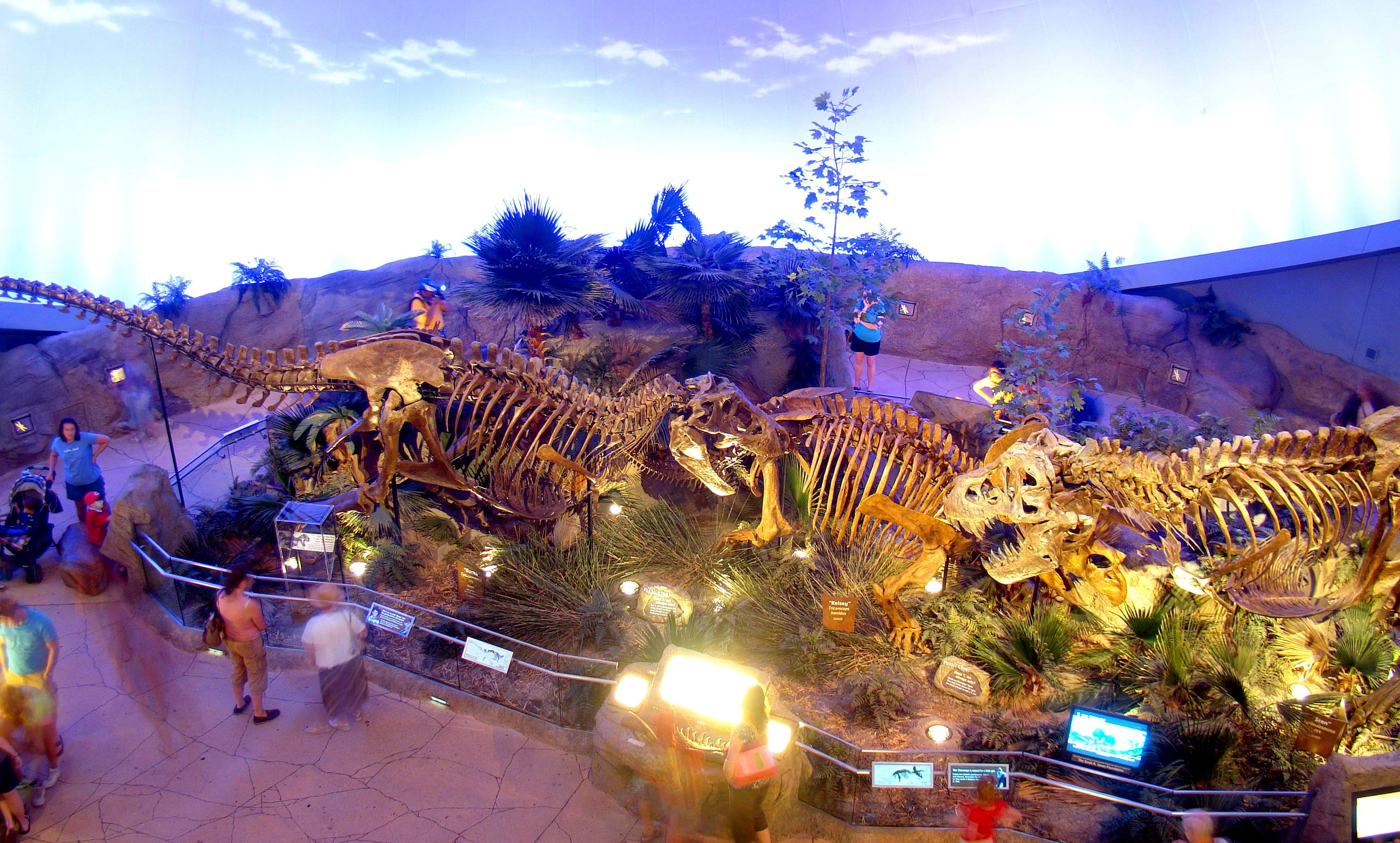
Vista panoràmica de Dinosphere

Dinosphere està connectat al museu principal per diversos punts. Anteriorment Dinosphere era el cinema Cinedome. Presenta una experiència sòlida i lleugera que simula un dia en l'últim període del Cretaci, fa 65 milions d'anys. El centre de l'espai d'exposició inclou tres escenes temàtiques de fòssils. Els visitants poden realitzar excavacions de fòssils, tocar un fòssil real de fèmur de Tyrannosaurus rex i parlar amb paleontòlegs. Dinosphere és una de les exhibicions familiars de fòssils i de dinosaures més grans dels Estats Units. L'exposició presenta unes quantes espècies de dinosaures incloent-hi Hypacrosaurus, Prenoceratops, Tyrannosaurus rex, Triceratops, Gorgosaurus, Maiasaura, Bambiraptor, Oviraptor, i Dracorex hogwartsia. Unes quantes criatures no-dinosaure antigues també es presenten, incloent-hi Didelphodon, Sarcosuchus (supercroc), i un Pteranodon.